# Callionima ramsdeni
Callionima ramsdeni (Clark, 1920) è un lepidottero della famiglia Sphingidae, endemico di Cuba.

## Descrizione

### Adulto
Simile a C. parce e C. falcifera falcifera, ma di taglia più ridotta e con un apice dell'ala anteriore più smussato e meno appuntito. Le tegulae sono marroncine e contornate da un bordo più scuro, con punta acuminata, e bianche posteriormente (mentre in C. parce e C. falcifera falcifera sono uniformemente scure). L'ala anteriore rivela un'area di lunule bruno-pallide poco delineate, fuse insieme a dormare una macchia indistinta. Una sottile linea parte dall'apice e si estende verso il centro dell'ala passando attraverso due cospicue macchie nere, una tra Rs4 ed M1, e l'altra tra M1 ed M2.

L'ala posteriore presenta solo una singola banda nera nella regione anale, e l'area tra questa e il margine dell'ala appare pallida (mentre la corrispondente area è scura in Callionima parce e C. falcifera falcifera).

I sessi sono alquanto simili, ma il maschio presenta la cosiddetta "coda a ventaglio" (D'Abrera, 1986).

### Larva
Dati non disponibili.

### Pupa
Le crisalidi si rinvengono entro bozzoli traslucidi negli strati superficiali della lettiera del sottobosco.

## Distribuzione e habitat
L'areale di questa specie comprende esclusivamente l'isola di Cuba (locus typicus).

## Biologia
Durante l'accoppiamento, le femmine richiamano i maschi grazie ad un feromone rilasciato da una ghiandola, posta all'estremità addominale. Gli adulti di entrambi i sessi sono attratti dalla luce, ma soprattutto i maschi.

### Periodo di volo
La specie è probabilmente multivoltina.

### Alimentazione
Gli adulti suggono il nettare di fiori di varie specie.

## Tassonomia

### Sottospecie
Non sono state descritte sottospecie.

### Sinonimi
È stato riportato un solo sinonimo:
- Hemeroplanes ramsdeni Clark, 1920 - Proc. New Engl. zool. Club. 7: 71 (omotipo).